# Meister der André-Madonna
Als Meister der André-Madonna wird ein namentlich nicht bekannter altniederländischer Maler bezeichnet, der um 1498 oder 1520 eine „Madonna mit Tintenfass“ gemalt hat. Es zeigt Maria, die das Christuskind das Schreiben lehrt. Der Notname des Meisters wurde ihm nach dem Aufbewahrungsort dieses Bildes gegeben, der Sammlung Jacquemart-André in Paris.
Dem Meister der André-Madonna wird auch das Gemälde Jungfrau und Kind unter Engeln (um 1500) zugeordnet. Im Motiv  lehnt dieses Gemälde an die Madonna am Springbrunnen (1439) des niederländischen Meisters Jan van Eyck an, sitzt aber anders als bei van Eyck vor der Stadtkulisse von Brügge. Es existieren mehrere Varianten dieses Madonnenbildnisses, die – wie die Jungfrau und Kind unter Engeln in der Thyssen-Bornemisza-Sammlung in Madrid – von Kunstexperten dem Meister der André-Madonna zugeschrieben werden.
Mit dem Hinweis auf Unterschiede zwischen manchen dieser Bilder lassen die Experten jedoch die Möglichkeit offen, dass diese z. B. auch im näheren Umkreis von Gerard David entstanden sein könnten.  Von diesem stammt das im Motiv der Jungfrau und Kind unter Engeln gleiche Gemälde Jungfrau und Kind mit vier Engeln (zw. 1510–1515), das im Hintergrund eine Stadtansicht von Brügge vom gleichen Standpunkt aus gesehen zeigt.

## Werke (Auswahl)
- Madonna mit dem Tintenfass (André-Madonna), Musée Jacquemart-André, Paris
- Madonna mit Kind unter Engeln, um 1500, Museo Thyssen-Bornemisza, Madrid[6]
- Madonna im Torbogen (Madonna in Archway), Privatbesitz[7]
- Madonna im Torbogen (Madonna in Archway), Privatbesitz[8]